# Еманоїл Кателлі
Еманоїл Кателлі (25 січня 1883, Згердешті, Російська імперія — 18 лютого 1943, Свердловськ, СРСР) — молдавський/румунський політичний діяч родом з Бессарабії.

## Життєпис
Еманоїл Кателлі народився 25 грудня 1887 року в сім'ї селян Резесі з села Згердешть Бельцького повіту. Він був другою дитиною в родині подружжя Ґріґоре та Анастасії Кателлі. У нього було ще 11 братів і сестер (Васіле, Іоан, Марія, Екатерина, Меланія, Леоніда). З 1891 по 1895 рік він навчався в початковій школі, після трьох років був прийнятий до нижчої сільськогосподарської школи в Кукурузені, яку закінчив у 1901 році. До 1903 року Еманоїл Кателлі працював в маєтках механіком сільськогосподарських машин. Він був одружений з Парасківою Валутою і мав двох дітей, Віктора та Октавіана, обидва юристи.
У вересні 1903 р. зарахований до царської армії солдатом 2-го розряду. Через рік вступив до Юнкерської школи, де провчився до серпня 1907 р. Закінчив навчання в чині унтер-офіцера. У 1910 році став поручником, а в 1914 році отримав звання штабс-капітана і в 1917 році став капітаном.
У квітні 1917 року був направлений на діловодство до Одеси, де перебував до початку Жовтневого перевороту. З перших днів свого перебування в Одесі він сколихнув молдаван поясненнями необхідності отримання автономії Бессарабії. Того ж року він стає президентом Молдавського національного комітету в Одесі. Він брав активну участь у формуванні Сфатул Церій, був одним із найвідданіших борців за об'єднання Бессарабії з Румунією.
У закликах до бессарабців, оприлюднених у квітні 1917 р., Еманоїл Кателлі говорив:
|  | Молдовани, які мовчали 106 років, сьогодні повинні заговорити набагато голосніше, щоб їхні голоси були почуті не тільки в Петрограді, але й у Лондоні, Парижі та Римі. Бо вони - румуни, тільки росіяни принизили їх до ролі "молдаван". І тепер вони хочуть вимагати всіх своїх прав. Більше того - вони хочуть забрати їх собі. Ось чому зараз відбувається революція, щоб повернути все, що грабіжники вкрали у нас за 106 років |

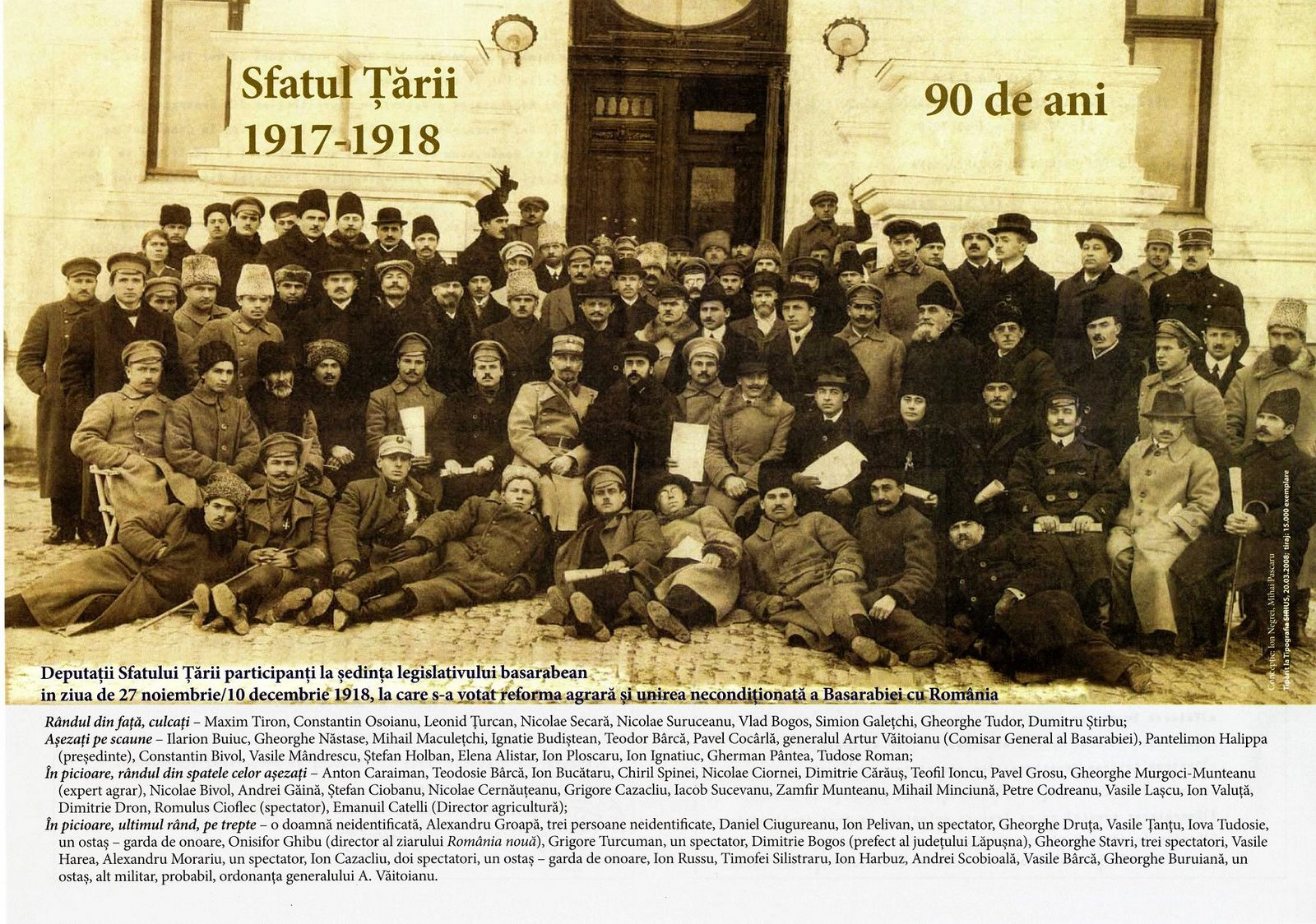
Сфатул Церій 1918 року. Еманоїл Кателлі — людина праворуч на зображенні, яка стоїть у білій овечій шапці

Після досягнення унії Еманойл Кателлі призначений генеральним директором сільського господарства в Генеральній дирекції Молдавської Демократичної Республіки. На посаді перебував до листопада 1918 р., коли Директорію було розформовано. Між 1919 і 1923 роками Е. Кателлі обіймав посаду народного судді в Недушіті, повіт Сорока. У 1920 році він став членом Національної ліберальної партії, яка була в урядовій коаліції. А в 1923 році Рада міністрів Румунії призначає його префектом Бельцького жудеця. Пост префекта обіймав Кателлі один рік і 4 місяці.
З 1927 по 1928 рік він був обраний і став сенатором від Балтського повіту. У 1933 році Національна ліберальна партія знову приходить до влади, і Еманоїл Кателлі відновлюється на посаді префекта Балтського жудеця. Під час його каденції за 3 роки в Балтському жудеці було побудовано 49 шкіл (порівняно з 44 з 1918 по 1933 роки), відремонтовано приміщення Нормальної школи, побудовано нове приміщення Вищої жіночої школи «Пані Ілеана». Посаду обіймав до 29 грудня 1937 року, до встановлення королівської диктатури. Серед усіх префектів жудеця Еманоїл Кателлі був найбільш представницькою особистістю.
5 липня 1940 року Еманойл Кателлі був заарештований оперативною групою НКВД м. Бєльці за антиреволюційну діяльність і 6 серпня етапований до в'язниці в Кишиневі. Побоюючись його втечі, оперативна група діяла, як завжди, наперед. Спочатку його затримали, а потім приступили до оформлення всіх документів. Ордеру на арешт не було, оскільки не надійшли бланки. З початком військових дій зі звільнення Бессарабії Румунією, Еманоїл Кателлі переводиться всередину Радянської імперії, досягаючи Уральських гір. Таким чином, в 1942 році Кателлі привозять в Казань. На допитах Еманоїл Кателлі заявляв, що не шкодує про свій попередній вчинок і що завжди виступатиме проти більшовизму.
Загинув 18 лютого 1943 року в виправно-трудовому таборі № 5 м . Свердловськ РРФСР (ГУЛАГ). Лікарі встановили, що смерть настала внаслідок декомпенсації міокарда. Але навряд чи причина смерті та, яку встановили лікарі в таборі, була правдивою.

## НАГОРОДИ
- Орден Святого Володимира
- офіцерський хрест ордена Зірки Румунії
- офіцерський хрест ордена Корони Румунії
- медаль «Фердинанд I»

## Праці
- Dicționar ruso-român și româno-rus. — Odesa, 1917;
- Cine este Sergiu Gazieff — cum a fost ales senator de Bălți? — Bălți, 1934;
- Din trecutul îndepărtat al Basarabiei (scurt istoric). — Bălți, 1935;
- În slujba neamului (lucrare dedicată lui Ion Pelivan). — Bălți, 1936.